# Mario Merola the classic collection
Mario Merola the classic collection è un album-raccolta del 2005 che contiene 16 brani interpretati da Mario Merola.

## Tracce
1. Surdate
2. Te Chiammavo Maria
3. Surriento De 'Nnammurate
4. Napule Mio
5. O Vendicatore
6. E Cumparielle
7. Passione Eterna
8. A Dolce Vita
9. Senza Guapparia
10. Busciarda E Bella
11. O Puveriello
12. Fantasia
13. E Vvarchetelle
14. O Vico
15. O Mare 'E Mergellina
16. N'ata Passione